# Avenida Jorge Alessandri (Concepción)
La Avenida Jorge Alessandri Rodríguez es una gran arteria vial ubicada en el límite entre las ciudades de Concepción, Talcahuano y Hualpén, todas pertenecientes al área metropolitana de Concepción, Chile. Lleva su nombre en honor al expresidente Jorge Alessandri Rodríguez.
En ella convergen casi todas las rutas que unen a Concepción con el resto del país, siendo además atravesada por las avenidas que unen a las comunas de Talcahuano, Hualpén y Concepción. Dada su buena conectividad se ha convertido en un importante polo de negocios de la intercomuna, con importantes instalaciones a sus costados como el Aeropuerto Internacional Carriel Sur y el Mall Plaza Trébol, varios supermercados y hoteles. Es la alternativa expresa para atravesar Concepción sin entrar en sectores totalmente urbanizados, por lo que posee un importante flujo de camiones. Todo lo anterior hace que sea una de las vías más transitadas de la urbe.

## Características
La vía expresa posee en gran parte de su trazado características de autopista tales como: doble vía con separación central por medio de barreras de concreto, enlaces desnivelados y accesos por medio de pistas de aceleración. Se distinguen 2 tramos:
- Ruta Interportuaria-Aeropuerto

Tramo concesionado, calzada simple con un límite de velocidad de 100 km/h con una longitud de aproximadamente 3 km. Presenta un enlace desnivelado para la futura plataforma logística sobre el Humedal Rocuant-Andalién.
- Mall Plaza Trébol-Puente Juan Pablo II

Ruta doble calzada separada por medio de barreras New Jersey con límites de velocidad de entre 60 y 80 km/h. Posee un enlace tipo diamante frente al sector de Lomas de San Andrés, una conexión tipo trébol con la ruta CH-154, un paso sobre nivel sobre la línea férrea a Talcahuano y avenida Arteaga Alemparte, un enlace medio trébol sobre avenida Colón/21 de Mayo y un enlace tipo trébol sobre la avenida Costanera.

## Ubicación y trayecto
La vía con un sentido norte-sur, se ubica próxima al límite de las comunas de Talcahuano y Hualpén por el oeste y Concepción por el este.
En el extremo norte se conecta por medio de un enlace tipo trompeta con la Autopista Interportuaria Talcahuano-Penco y el sur por medio del puente Juan Pablo II y un nudo trompeta con la ruta CH-160 en San Pedro de la Paz.
|                                                    |                                                                     |  |
|                                                    |                                                                     |  |
|                                                    |                                                                     |  |
| Talcahuano centro (Ruta CH-151)                    | (Ruta CH-150, Ruta CH-152) Penco, Chillán, Santiago                 |  |
|                                                    |                                                                     |  |
|                                                    | Humedal Rocuant-Andalién                                            |  |
| Aeropuerto Carriel Sur                             |                                                                     |  |
| Mall Plaza Trébol                                  | Lomas de San Andrés                                                 |  |
| Talcahuano (Ruta CH-154)                           | (av. Paicaví, Ruta CH-146, Ruta N-48-O) Concepción, Bulnes, Cabrero |  |
| SurActivo                                          |                                                                     |  |
| Avenida Arteaga Alemparte                          | Camino Viejo a Talcahuano                                           |  |
| ++++++++++++++++++++++++++++++++++++++++++++++++++ | ++++++++++++++++++++++++++++++++++++++++++++++++++                  |  |
| Hualpén (avenida Cristóbal Colón)                  | (avenida 21 de Mayo) Concepción                                     |  |
| Laguna Price                                       | Vega Monumental                                                     |  |
|                                                    |                                                                     |  |
| Mall Portal Bío Bío (primera etapa)                |                                                                     |  |
| Talcahuano (avenida Costanera)                     | (avenida Costanera) Chiguayante                                     |  |
| Río Biobío                                         | Río Biobío                                                          |  |
| Coronel, Lebu, Victoria (Ruta CH-160)              | (Ruta CH-156) Santa Juana, Mulchén                                  |  |
|                                                    |                                                                     |  |

## Prolongación
- Al norte:
  - Ruta Interportuaria
- Al sur:
  - Puente Juan Pablo II, y avenida Pedro Aguirre Cerda, Ruta CH-160.

## Historia
Esta avenida, en una primera etapa, se desarrolló para unir el Puente Juan Pablo II con la Autopista Concepción-Talcahuano (Ruta CH-154), en el sector de FERBIO.
En 1986, con el mejoramiento de la autopista, se creó el Trébol de Ferbio, que permitió un mejor enlace de esta avenida, con la Ruta 154, y el camino al Aeropuerto Internacional Carriel Sur.
Luego, con la inauguración del Nudo Nobis, se mejoró la conexión con las Avenidas 21 de mayo y Cristóbal Colón.
Y tras la creación de la Avenida Costanera se hizo otro enlace tipo trébol, que fue utilizado en forma parcial hasta la entrega del tramo Avenida Costanera - Avenida Gran Bretaña.

## Puntos relevantes
Dentro de su trazado, la avenida Alessandri pasa por los siguientes puntos relevantes dentro de la metrópoli:
- Vega Monumental
- Diario El Sur S.A. (ex edificio corporativo)
- Flex Center Biobío
- SurActivo
- Mall Plaza Trébol
- Centro Urbano Biobío
- Aeropuerto Internacional Carriel Sur